# Luigi Arditi
Luigi Arditi (Crescentino, 22 luglio 1822 – Hove, 1º maggio 1903) è stato un violinista, compositore e direttore d'orchestra italiano, attivo internazionalmente, con lunghi soggiorni specie negli Stati Uniti e in Inghilterra.

## Biografia
Luigi Arditi nacque a Crescentino (VC). Studiò musica al Conservatorio di Milano, avendo come insegnanti Bernardo Ferrara (violino) e Nicola Vaccai (composizione).
Nel 1842 iniziò la sua carriera musicale come violinista, e l'anno successivo fece il suo debutto come direttore d'orchestra a Vercelli, dove fu nominato membro onorario dell'Accademia Filarmonica. Diresse opere liriche in giro per l'Italia prima di imbarcarsi, nel 1846, per L'Avana (Cuba), insieme al grande contrabbassista Giovanni Bottesini.
Sino al 1856 condusse varie orchestre negli Stati Uniti e in Canada, dirigendo opere a New York, Filadelfia, Boston e in altre città, ed accompagnando tutti i divi del canto lirico che si presentavano oltreoceano: da Marietta Alboni a Henriette Sontag (1806–1854), alla coppia Mario e Giulia Grisi. Quindi, dopo una visita a Costantinopoli, decise di stabilirsi a Londra, pur tornando diverse volte in America con la Royal Italian Opera Company. A Londra diresse l'orchestra del His Majesty's Theatre dal 1858 al 1869, e, negli anni 1869-70, del Covent Garden Theatre.
A lui si deve la prima rappresentazione completa di un'opera di Wagner in terra inglese, L'olandese volante, andata in scena in una versione in italiano al Drury Lane a luglio del 1870.
Andò a dirigere anche in Germania e in altre grandi città europee, come San Pietroburgo (dal 1871 al 1873), Vienna e Madrid. A partire dal 1885, ancora in Inghilterra, fu alla guida di vari prestigiosi teatri, nonché di Promenade concerts nei parchi di divertimento di Londra.
Durante la sua lunga carriera cantarono sotto la sua direzione molte fra le più grandi interpreti della seconda metà dell'Ottocento, fra cui in particolare Marietta Alboni, Marietta Piccolomini, Etelka Gerster e Adelina Patti.
Morì a Hove, presso Brighton, in Inghilterra.

## Opere
La prima composizione di Arditi, un'ouverture, risale al 1840. Le sue opere più conosciute sono I briganti (1841), Il corsaro e La spia (1856). Quest'ultima, composta durante il suo soggiorno negli Stati Uniti, fu la prima opera lirica di un compositore italiano, e una delle prime in assoluto, ad essere basata su un testo americano: il romanzo The Spy di James Fenimore Cooper. Compose inoltre una Commemoration Ode (rappresentata al Crystal Palace nel 1873), numerose canzoni e valzer cantati, i più popolari dei quali sono Il bacio (su testo di Gottardo Aldighieri, dedicato a Marietta Piccolomini), Le tortorelle (dedicato a Etelka Gerster), Se saran rose e Parla!.
Il suo Inno turco (1856) per il sultano Abdul Mejid I, composto su un testo in ottomano, fu eseguito successivamente al Crystal Palace di Londra, durante la visita ufficiale del sultano Abdul Aziz nel luglio 1867, da un coro inglese di 1600 elementi. La prima registrazione mondiale dell'Inno turco, con l'Orchestra sinfonica e coro di Praga diretta dallo storico della musica turco Emre Aracı, fu incisa nel 2005 dall'etichetta Brilliant Classics.

## Pubblicazioni
- Luigi Arditi (mus) and Filippo Manetta (libr.). La spia. The Spy: A Grand Opera in Three Acts, New York, Darcie, 1856
- Luigi Arditi, My reminiscences, seconda edizione, Londra, Skeffington, 1896 (accessibile gratuitamente on-line in Internet Archive)